# Mandarin nyelv
A sztenderd mandarin nyelv a kínai nyelv legjelentősebb nyelvváltozata; Kína, Tajvan és Szingapúr hivatalos nyelve.
A sztenderd mandarin a pekingi dialektusra épül, amely a mandarin nyelv számos dialektusának egyike. A mandarin dialektusokat az ország nagy területén beszélik.
A Kínai Népköztársaságban a neve putonghua (egyszerűsített kínai: 普通话, pinjin: pŭtōnghuà, magyaros átírás: putunghua, jelentése: „köznyelv”). Tajvanban guoyu-ként hivatkoznak a nyelvre (tradicionális kínai: 國語, pinjin: guóyŭ, magyarosan: kuojü, jelentése: „nemzeti nyelv”). Malajziában és Szingapúrban huayu-nek hívják (tradicionális kínai: 華語, egyszerűsített kínai: 华语; pinjin: huáyŭ, magyarosan: huajü, betű szerint: „a kínai nyelv”).

## Története
A kínai nyelv mindig is rengeteg dialektust számlált, amelyek között szükség volt és van egy közvetítő kapocsként szolgáló nyelvre. Konfuciusz a yăyán nyelvet (雅言, jajan, „elit nyelv”), míg a Han-dinasztia a tōngyŭ nyelvet (通語, tungjü, „általános nyelv”) használta. De mivel ezek a nyelvek csak írásos nyelvek voltak, nincsenek információink a kiejtésükről és elterjedésükről.
A Ming-dinasztia vezette be a guānhuà (官話, kuanhua, „hivatalos nyelv”) nyelvet hivatalos nyelvként, amelynek az alapjául a Nanking (Nanjing) környéki nyelvjárás szolgált, de később a nyelv pekingi hatásra változott. A 17. században ezt a nyelvet teljesen átalakítják a pekingi nyelvjárásra alapozva. 1909-ben a Csing-dinasztia egész Kínában hivatalos nyelvvé teszi a mandarint, a pekingi dialektust (Guóyŭ, „nemzeti nyelv” néven). 1955-ben Kínában új nevet kap a nyelv, ezután Pŭtōnghuà (普通話,„átlagos beszéd”) lesz a neve.
Jelenleg mind Tajvanban, mind Kínában a mandarint tanítják az általános iskolákban. Így az ország minden részére elterjedt, habár anyanyelvként csak a kínaiak 53%-a beszéli. A mandarin mellett közvetítőnyelvként a kantoni nyelvet használják még mindig Dél-Kínában, illetve ez Hongkong hivatalos nyelve.

## Hangtan
A mandarin nyelv alapvetően egyszótagú szavakból áll, bár egyre több két- és többszótagú szó jelenik meg. Az egyes szótagok csak bizonyos szótagkezdőkből (onset) és meghatározott szótagvégekből (rím) állhatnak. A nyelv hangkészlete nagyban eltér az európaitól, de azért vannak hasonlóságok.

### Szótagkezdők
A következőkben csak felsorolás látható, részletek a pinjin szócikk alatt láthatók.
|              | kétajki | kétajki | labiodentális | labiodentális | foghang | foghang | kakuminális | kakuminális | lágyított foghang | lágyított foghang | veláris | veláris |
| ------------ | ------- | ------- | ------------- | ------------- | ------- | ------- | ----------- | ----------- | ----------------- | ----------------- | ------- | ------- |
| Zárhang      | p       | pʰ      |               |               | t       | tʰ      |             |             |                   |                   | k       | kʰ      |
| Nazális      | m       |         |               |               | n       |         |             |             |                   |                   |         |         |
| Réshang      |         |         | f             |               | s       |         | ʂ           |             | ɕ                 |                   | x       |         |
| Zár-réshang  |         |         |               |               | ts      | tsʰ     | tʂ          | tʂʰ         | tɕ                | tɕʰ               |         |         |
| Oldalréshang |         |         |               |               | l       |         |             |             |                   |                   |         |         |
| Középréshang | w       |         |               |               |         |         | ɻ           |             | j                 |                   | ʁ       |         |

### Szótagvégek
A következőkben csak felsorolás látható, részletek a pinjin szócikk alatt láthatók.
| z̩  | i   | u    | y    |
| ɑ  | iɑ  | uɑ   |      |
| ɤ  |     | uo 1 |      |
|    | iɛ  |      | yɛ 2 |
| aɪ |     | uaɪ  |      |
| eɪ |     | ueɪ  |      |
| aʊ | iaʊ |      |      |
| ɤʊ | iɤʊ |      |      |
| an | iɛn | uan  | yɛn  |
| ən | in  | uən  | yn   |
| ɑŋ | iɑŋ | uɑŋ  |      |
| ɤŋ | iɤŋ |      |      |
|    |     | ʊŋ   | yʊŋ  |

### Tónusok
A mandarin nyelv, mint a legtöbb kínai nyelvjárás, tonális nyelv, azaz két szó megkülönböztetésében annak tónusa is szerepet játszik. A mandarinban négy tónus áll kontrasztban, emellett bizonyos funkcionális szavak tónustalanok, továbbá összetételekben, intonációs csoportokban elveszíthetik tónusukat a hangsúlytalan szótagok is.
A négy tónus: 1. magas szinttartó; 2. magas emelkedő; 3. eső-emelkedő; 4. eső. Megjegyzendő, hogy a kínai nyelvben a tónusokkal együtt is igen gyakori a homofónia. A tónusok szekvencián belül módosítólag hathatnak egymásra, például két egymást követő 3. tónusból az első 2. tónussá változik, a 3. tónus egy intonációs csoporton belül bármelyik másik tónus előtt elveszíti az emelkedő kontúrját, csak a mély ereszkedő szakasza marad meg. A közhiedelemmel ellentétben a kínaiban csakúgy, mint bármelyik másik tonális nyelvben, szerepet kap a nagyobb egységek felett átívelő frázis- és mondatintonáció is; ennek dallamvonulata az egyes szótagok tónusával együtt adja a tényleges dallamkontúrt.

## Átírások
A kínai nyelvnek a 19. századtól létezik latin betűs átírása. A legszélesebb körben elterjedt átírás a Hanyu pinjin, amelyet 1906-ban hoztak létre.
A továbbiakban a mandarin nyelv átírásához használt írások felsorolása következik:
- EFEO
- Gwoyeu Romatzyh
- Hanyu Pinyin
- Latinxua Sinwenz
- Lessing-Othmer
- Mandarin Fonetikus jelek
- Postai Pinyin
- Tongyong Pinyin
- Wade-Giles
- Yale

Magyarországi átírások:
- magyar népszerű átírás
- magyar tudományos átírás